# Iophosa obliqua
Iophosa obliqua är en insektsart som beskrevs av Victor Lallemand 1946. Iophosa obliqua ingår i släktet Iophosa och familjen spottstritar. Inga underarter finns listade i Catalogue of Life.